# Pelargoderus waigeuensis
Pelargoderus waigeuensis là một loài bọ cánh cứng trong họ Cerambycidae.